# Gedung Agung (Merapi Timur)
Gedung Agung is een bestuurslaag in het regentschap Lahat van de provincie Zuid-Sumatra, Indonesië. Gedung Agung telt 3035 inwoners (volkstelling 2010).